# Еисуке Наканиши
Еисуке Наканиши (јап. 中西 永輔; 23. јун 1973) био је фудбалер јапанске репрезентације. Укупно је одиграо 309 утакмица и постигао 34 гола.

## Каријера
Током каријере је играо за ЈЕФ Јунајтед Ичихара, Јокохама Ф. Маринос.

## Репрезентација
За репрезентацију Јапана дебитовао је 1997. године. Наступао је на Светском првенству (1998. године) с јапанском селекцијом. За тај тим је одиграо 14 утакмице.

## Статистика
| Јапан  | Јапан | Јапан |
| Године | Ута.  | Гол.  |
| ------ | ----- | ----- |
| 1997.  | 5     | 0     |
| 1998.  | 6     | 0     |
| 1999.  | 1     | 0     |
| 2000.  | 1     | 0     |
| 2001.  | 0     | 0     |
| 2002.  | 1     | 0     |
| Укупно | 14    | 0     |

## Трофеји

### Клуб
- Џеј лига (1): 2004.